# Битва при Седане
Би́тва при Седа́не (фр. la bataille de Sedan, нем. Schlacht von Sedan), также известная как Седа́нская катастро́фа — генеральное сражение Франко-прусской войны, произошедшее 1 сентября 1870 года близ небольшого французского города Седан. Закончившись полным разгромом основных сил французской армии и пленением Наполеона III, она определила исход войны.

## Подготовка к битве
После поражения при Гравелоте французская армия маршала Базена отступила к городу Мец, где и была осаждена прусской армией численностью 134 тыс. солдат. Император Франции Наполеон III вместе с маршалом Мак-Магоном поспешно сформировал новую армию и выступил с ней на помощь осажденному Мецу. Наполеон III лично возглавил армию.
Предприняв большой обходной манёвр, французские войска подошли к полю битвы утомлёнными от длительного перехода. Прусский главнокомандующий фон Мольтке, узнав об обходном манёвре французов, снял часть войск, осаждавших Мец, а также для будущей битвы задействовал 3-ю армию, которая недавно разбила французов в битве при Бомоне. Узнав о поражении своей армии при Бомоне, Наполеон III решил дать передохнуть своим солдатам и вовсе не намеревался ввязываться с пруссаками в бой. Однако фон Мольтке решил дать французам бой незамедлительно. Коммуникации французской армии находились в Седане. Это означало, что французские солдаты не смогут далеко отступить в случае поражения.
Прусский главнокомандующий, умело разделив свою армию на три части, окружил французов, так что французская армия своим обходным манёвром сама себе отрезала путь к отступлению. Все ближайшие города, в которые можно было отступить, были уже заняты немцами. Оставалось два выхода: либо укрыться за стенами Седана, либо в случае поражения перейти бельгийскую границу, где вследствие нейтралитета Бельгии французские солдаты были бы немедленно разоружены.

## Битва
Сражение началось ранним утром в густом тумане 1 сентября. Изначально французы заняли неудачные высоты. Сильная прусская артиллерия очень быстро подавила французскую.
Наполеон III приказал Мак-Магону разорвать кольцо окружения. Для этой цели наиболее подходящим показалось поселение Ла-Монсель. Так же показалось и пруссакам, поэтому туда были отправлены принц Георг Саксонский и прусский 9-й корпус.
В это время подразделения баварского корпуса под командованием генерала Танна атаковали город Базей на правом фланге. Однако к этому времени город уже был занят французскими морскими пехотинцами, баварцы попали в засаду и были вынуждены отступить. Вскоре штурм был возобновлен. Бок о бок с морскими пехотинцами сражалось и местное население. Именно в этом городе прусская армия встретила наибольший отпор, бои шли с огромным ожесточением. К 10 часам утра прусские войска выслали подкрепление баварцам, и инициатива перешла в руки прусской армии. Однако гарнизон сдался только тогда, когда закончились боеприпасы. Местных жителей, застигнутых с оружием в руках или заподозренных в сопротивлении, немецкие солдаты расстреливали на месте. В общей сложности ими было убито 68 местных жителей.
В 6 часов утра Мак-Магон был ранен, и командование принял на себя генерал Дюкро, вскоре передавший его генералу Вимпфену. Около полудня французская армия была полностью окружена.
На левом фланге французского войска положение становилось отчаянным. Французские солдаты были растянуты в тонкую линию. Расстреляв все патроны, они бросились в атаку. Пехоту поддержала кавалерия, пытаясь прорвать ряды прусских солдат. Атака была предпринята на сильно пересеченной местности. Немцы сразу встретили французских пехотинцев и кавалеристов сильным артиллерийским огнём. В какой-то момент показалось, что кавалерия французов смогла прорваться, но прусские кирасиры вовремя подоспели к месту событий. Французская кавалерия снова была вынуждена отступить на север.
Вот как описал Мольтке эту отчаянную попытку французов прорвать немецкие ряды:
«Атака французов повторяется в различных направлениях, в течение получаса продолжается ожесточенная свалка, но со всё меньшим успехом. Уверенный огонь пехоты с коротких расстояний покрывает всё поле ранеными и убитыми всадниками. Многие падают в каменоломни или срываются с отрывистых скатов, немногим удалось переплыть Маас, и едва ли половина храбрецов возвратилась под защиту леса».

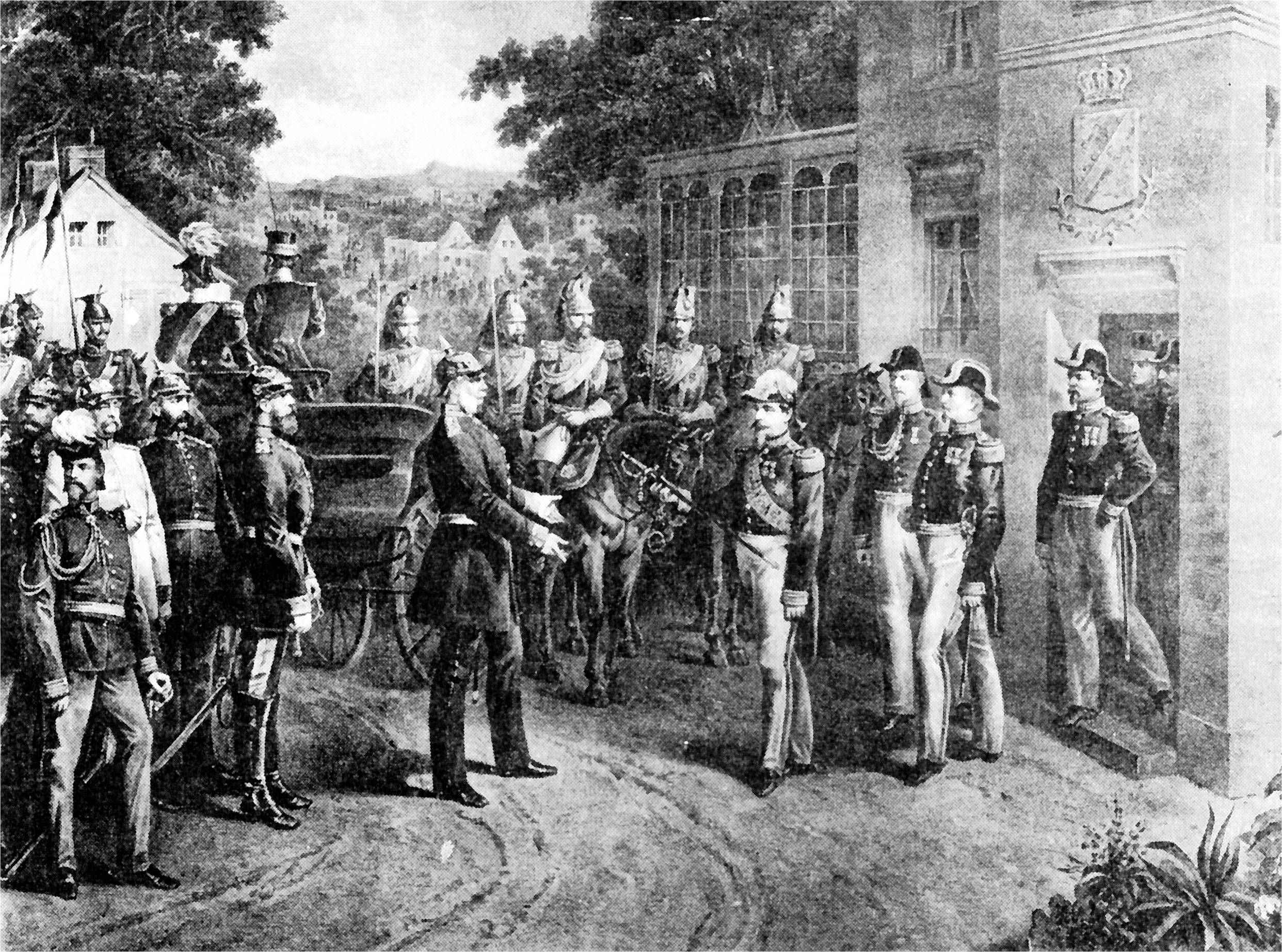
Капитуляция Наполеона III.

В 15 часов дня французы начали всеобщее отступление к Седану, сопровождавшееся паникой. Вход в город представлял собой узкий подвесной мост, на котором сразу же возникла давка. Отступающих со всех сторон обстреливали более 500 немецких орудий. Вскоре немцы пошли на штурм Гаренского леса, где укрывалось много французских солдат. Спустя ещё 2 часа сражение было закончено. Все французские солдаты, не успевшие скрыться в городе, были убиты.
За стены города отступило около 100 тысяч. Фортификационные укрепления города были хорошо приспособлены для отражения атак пехоты, но пруссакам удалось подвести свою артиллерию достаточно близко, чтобы начать обстрел самого города. Начавшийся обстрел вызвал новую волну паники во французских рядах, некоторые солдаты разбивали приклады об мостовую и бросали своё оружие. После интенсивной бомбардировки Седан вывесил белый флаг.
Французам была предложена безоговорочная капитуляция и аннексия Пруссией Эльзаса и Лотарингии. Последнее условие рассматривалось французами как неприемлемое, но угроза возобновления артобстрела всё же вынудила их капитулировать.

## Последствия битвы

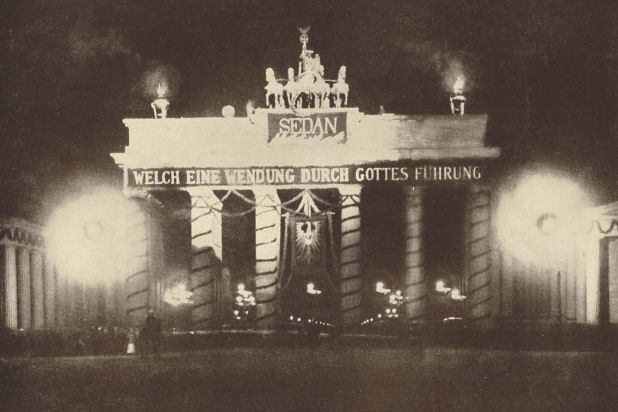
Бранденбургские ворота в 1895 году с плакатом: «Какие перемены провидением Божьим»

Потери французов были огромны. В самом Седане спаслось 82 тыс. французских солдат. Всем им было приказано без единого выстрела сдаться в плен. В плен попал и сам император Французов Наполеон III. Прусская армия захватила 558 пушек (из которых 139 крепостных) и 66 тыс. винтовок, а её потери составили всего 4 % от личного состава.
Пленение Наполеона III стало концом монархии во Франции и началом установления республики. В битве при Седане французская армия потеряла всех солдат, участвовавших в сражении, и в результате Франция фактически лишилась вооруженных сил, так как наспех созданное французское ополчение не могло представлять никакой угрозы для прусских войск. Таким образом, победа при Седане открыла прусским войскам дорогу на Париж.

## В культуре
Подробное описание битвы при Седане содержится в романе Эмиля Золя «Разгром».